# حمرة (تعز)
حمره هي إحدى قرى جمهورية اليمن. تتبع جغرافيا لمحافظة تعز وإداريًا لمديرية مقبنة. يبلغ تعداد سكانها 1479 نسمة حسب الإحصاء الذي أجري عام 2004.